# Epidendrum allenii
Epidendrum allenii är en orkidéart som beskrevs av Louis Otho Otto Williams. Epidendrum allenii ingår i släktet Epidendrum och familjen orkidéer. Inga underarter finns listade i Catalogue of Life.